# Trans Europ Express

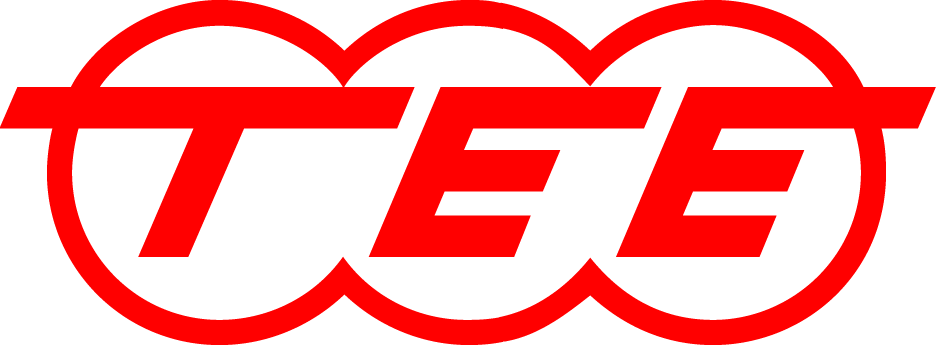
Logo TEE

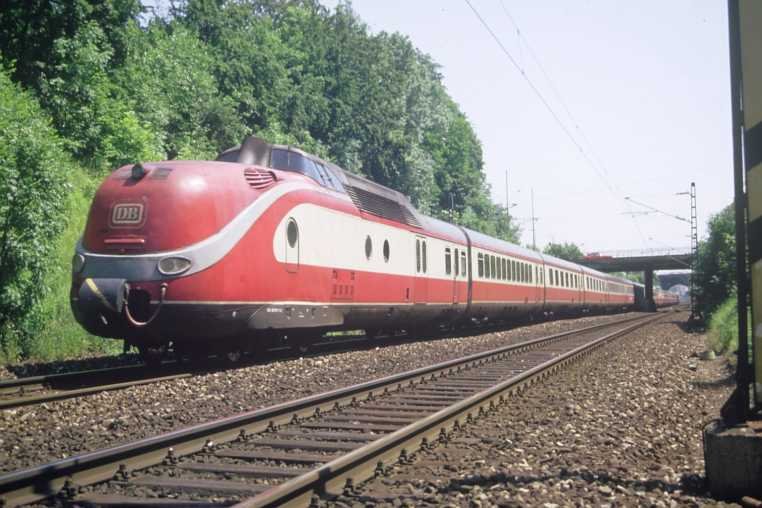
Asi nejznámější tvář daly vlakům TEE luxusní německé motorové jednotky řady VT 11.5, pozdější řady 601 DB

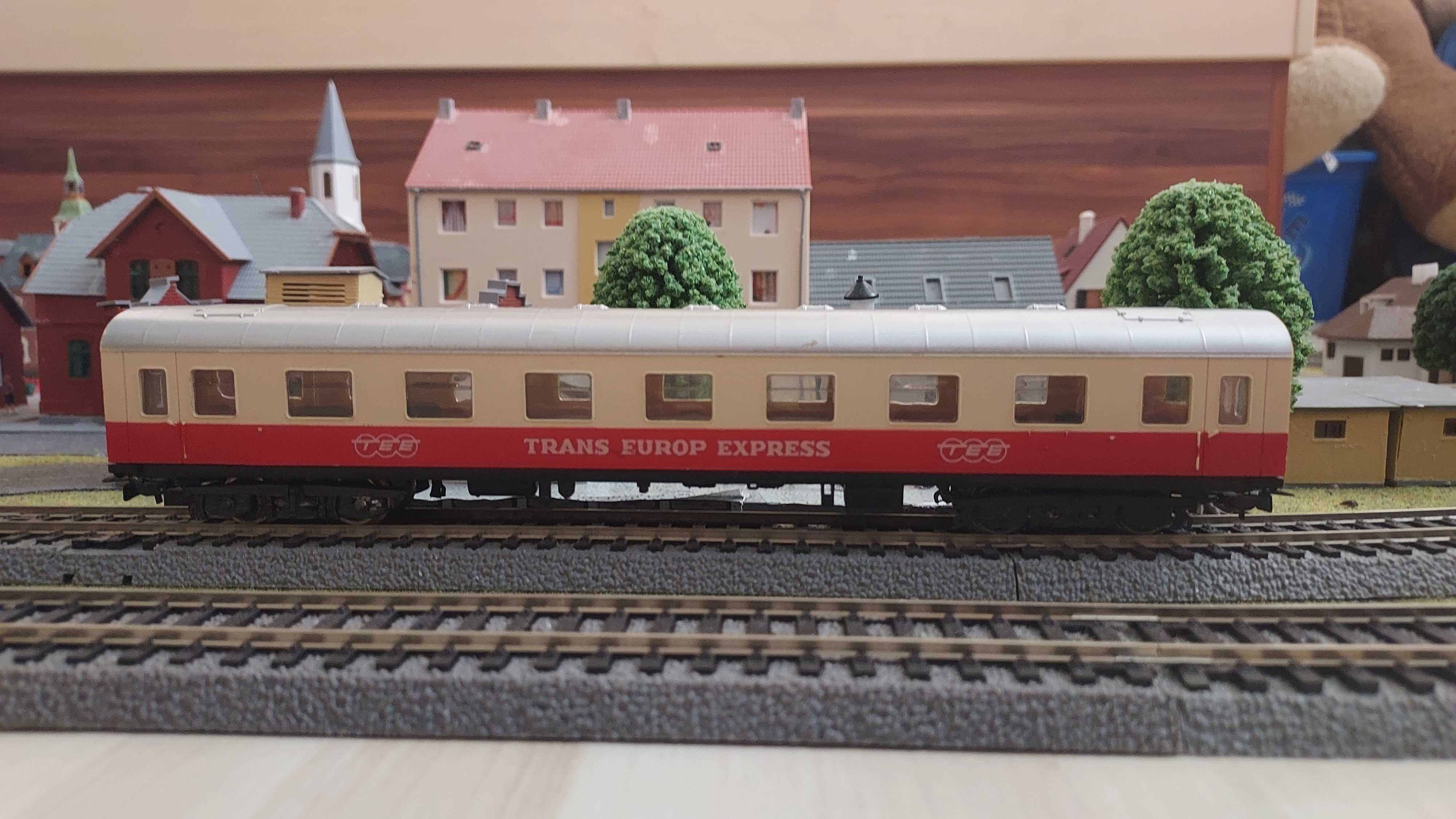
Model vozu TEE modelové železnice H0

Trans Europ Express (zkráceně TEE, někdy také psáno jako Trans Europe Express nebo Trans Europa Express) je označení, které nesla síť expresních dálkových vlaků v západní Evropě, jejichž vznik se datuje do 50. let 20. století. Síť vlaků TEE zanikla na počátku 90. let 20. století, kdy ji nahradily vlaky kategorie EuroCity.

## Historie vlaků sítě TEE
První vlaky kategorie TEE vyjely na koleje západoevropských železničních správ Německa (DB), Nizozemska (NS), Švýcarska (SBB-CFF-FFS) a Francie (SNCF) se začátkem platnosti letního jízdního řádu roku 1957, čímž se naplnila dlouhodobá idea o síti rychlých expresních vlaků, které by křižovaly Evropu a konkurovaly tak rychle se rozvíjející letecké dopravě.

### Myšlenka evropských expresů

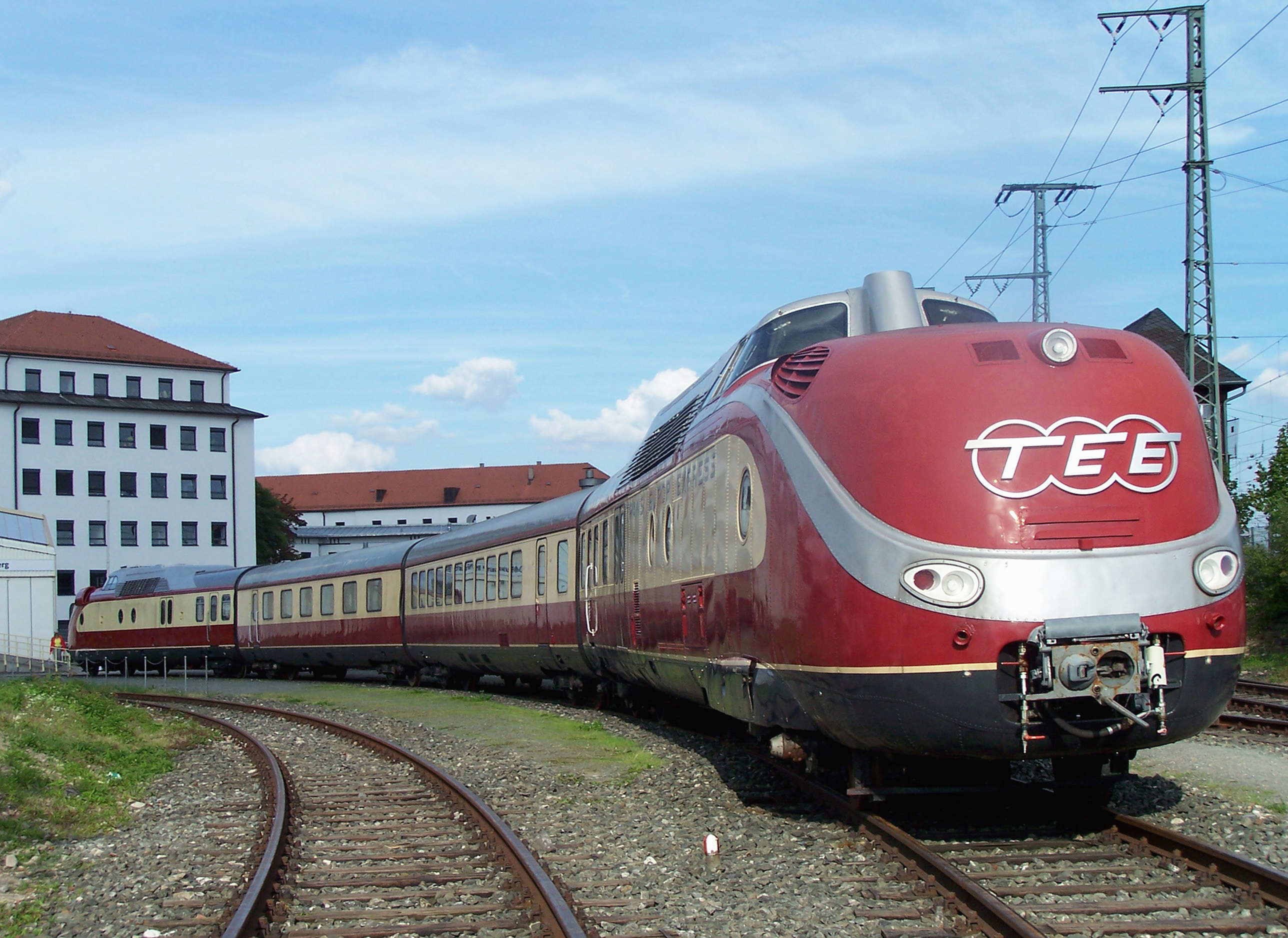
Zkrácená německá jednotka ř. 601, dříve VT 11.5 (zadní hnací vůz po rekonstrukci na pohon spalovací turbínou ř. 602), která je umístěna v železničním muzeu v Norimberku

Hnacím motorem ideje o vytvoření transevropské sítě rychlých a pohodlných expresních vlaků byla značně rychle se rozvíjející letecká doprava, která po II. světové válce zažívala neuvěřitelný rozkvět. Jednotlivé železniční správy v západní Evropě se obávaly, že jim letadla převezmou velkou část cestujících hlavně na dálkových trasách. Tato obava byla umocněna ještě více tím, že v poválečné Evropě byla nabídka mezistátních spojů naprosto nedostatečná.
Dalším silným konkurentem železnice se stala doprava automobilová, která představovala pro železnice nebezpečí zase na kratších a středních vzdálenostech. Právě tyto dva druhy dopravy a obavy z finančních ztrát vedly železniční správy k tomu, aby hledaly vhodná protiopatření. Je samozřejmé, že jak letecká, tak automobilová doprava do té doby dominující železnici mnoho cestujících přebrala, ale právě vytvoření vlaků sítě TEE vedlo k tomu, že úbytek cestujících nebyl tak velký.

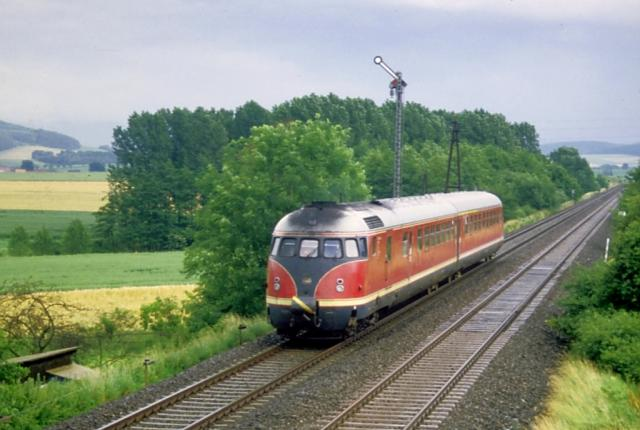
Jednotka Deutsche Bundesbahn řady VT 08.5 (později 613). Do příchodu jednotek VT 11.5 zajišťovaly provoz některých vlaků TEE právě tyto jednotky.

S myšlenkou na luxusní vlaky, které by křižovaly Evropu, v podstatě přišel Dr. Frans den Hollander, který byl v té době generálním ředitelem nizozemských drah NS. Hollander byl velkým stoupencem integrace evropských železnic a právě zavedení těchto spojů považoval za jeden z prostředků konkurence železniční dopravy vůči silniční a letecké dopravě.
Hollander spatřoval inspiraci pro nové vlaky hlavně ve 20. a 30. letech 20. století, v kteréžto době Evropu křižovaly lokomotivami tažené rychlíky, jež se nesly ve znamení luxusu a rychlosti. Na prvním místě to samozřejmě byl proslulý Orient expres, nebo meziválečné vlaky Étoile du Nord (jezdící od roku 1927 na trase Paříž – Brusel – Amsterdam), Oiseau Bleu (od roku 1929 jezdil v relaci Paříž – Brusel – Antverpy) nebo Edelweiss (od roku 1928 jezdící v úseku Amsterdam – Brusel – Curych). V té době byly tyto vlaky vedeny parními lokomotivami, nicméně nové vlaky sítě TEE měly být vedeny v moderní trakci motorové, která byla později změněna na elektrickou.

### Vznik sítě TEE

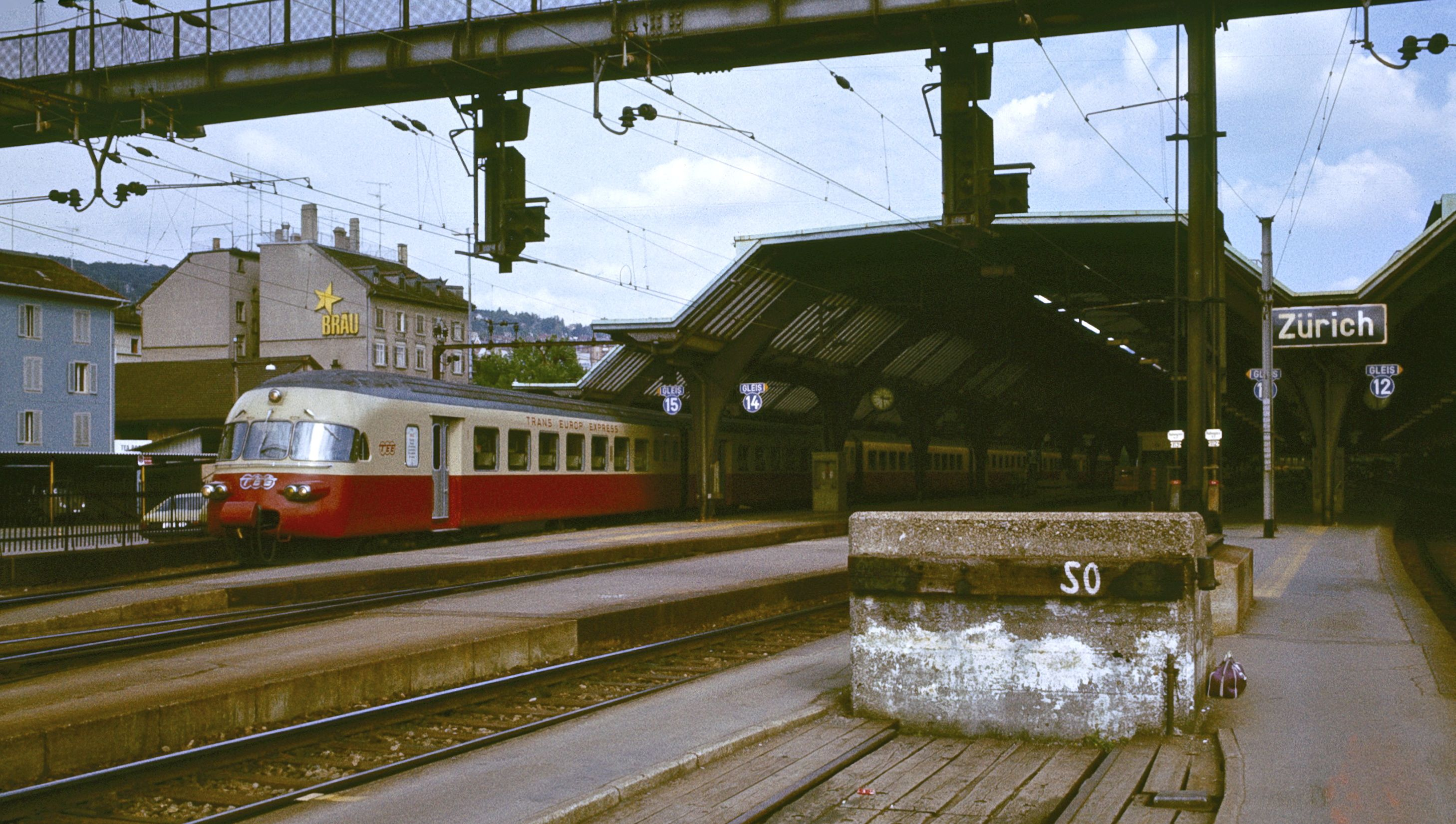
Švýcarská jednotka na vlaku kategorie TEE v Curychu

25. března 1957 byl podepsán základní dokument Evropského hospodářského společenství, tzv. Římská smlouva, čímž se pomalu válkou rozdělená Evropa začala sjednocovat. Jen dva měsíce poté byl podepsán zakládací dokument také pro TEE.
Zakládací komise pro vlaky sítě Trans Europ Expres byla vytvořena na základě již dříve vytvořené komise na zasedání v nizozemském Utrechtu v roce 1954. Té se účastnily železniční správy Francie (SNCF), Belgie (SNCB), Německé spolkové republiky (DB), Itálie (FS), Lucemburska (CFL), Nizozemí (NS) a Švýcarska (SBB-CFF-FFS). Pozvání odmítlo Rakousko (ÖBB) a připojilo se až později. V roce 1969 se k nabídce vlaků této kategorie připojilo i Španělsko (RENFE) a posledním státem bylo potom v roce 1974 Dánsko (DSB).

## Technické parametry vlaků TEE

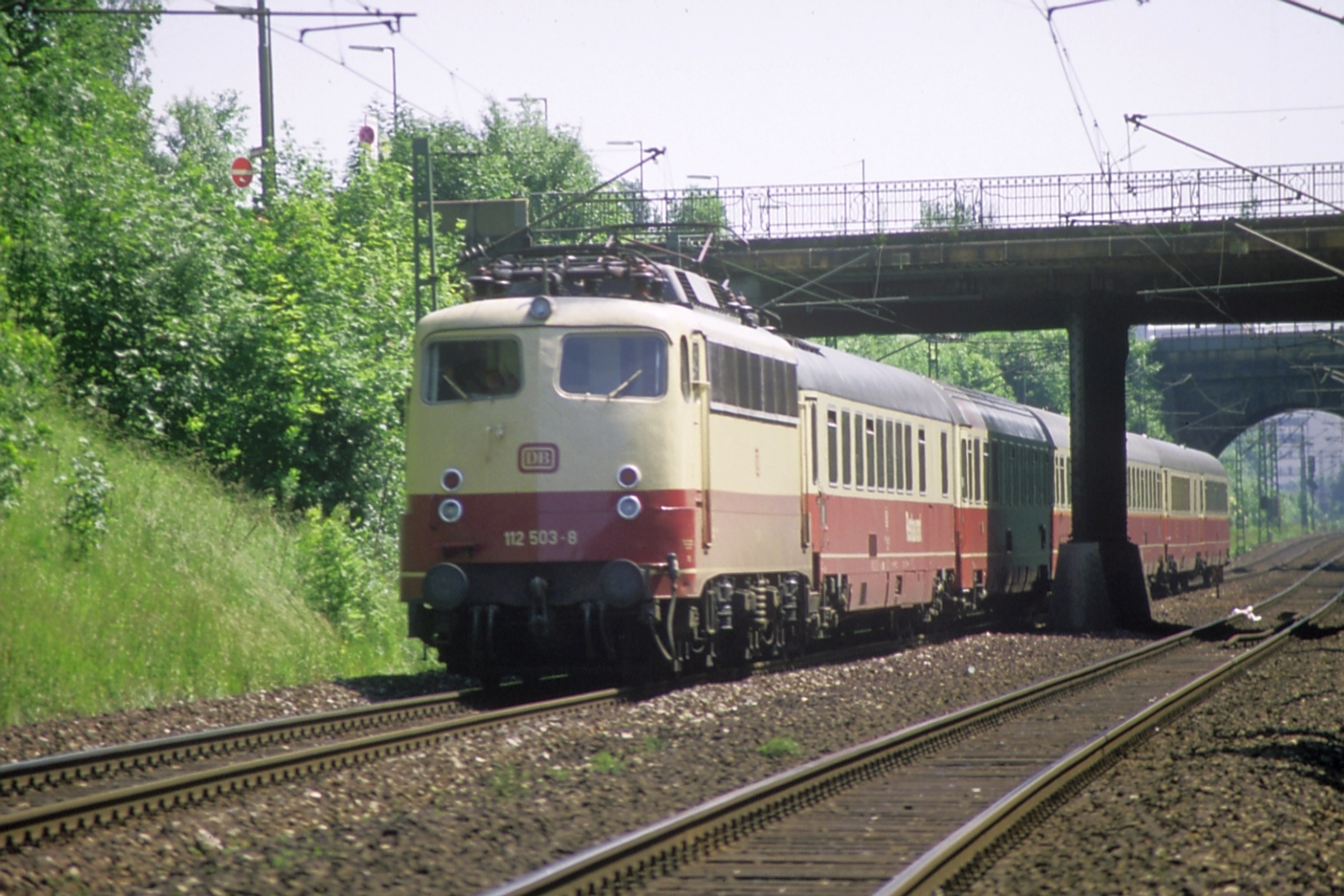
Vlak TEE "Rheingold", vedený německou elektrickou lokomotivou řady 112

Aby byly vůbec nové vlaky schopny konkurovat letecké a automobilové dopravě, musely nabídnout rychlost a pohodlí. Podmínkou tak bylo, že vlaky nabízely komfort cestování 1. třídy, cestovní rychlost vyšší než u běžných rychlíků a různé další doplňkové služby.
Také musely odpadnout výměny trakčních vozidel na hranicích, což jízdu značně zdržovalo. V době zahájení provozu těchto vlaků byla však elektrizace železnic v Evropě teprve na počátku, a tak se jako nejrozumnější řešení jevilo využít moderních rychlých motorových jednotek.
Nutno bylo také sjednotit různé technické parametry vozidel v jednotlivých zemích a poté také jízdní řády pro mezinárodní provoz. Proto byly na zasedáních Komise pro TEE v letech 1954 a 1955 stanoveny následující konkrétní požadavky na technické parametry vlaků této sítě:
- 100 až 120 míst pro sezení v 1. třídě, sedadla čalouněná a maximálně tři v jedné řadě,
- vozy s oddílovým uspořádáním nebo se střední chodbičkou (velkoprostorové), které měly mít uspořádání sedadel 2+1,
- vlaková kuchyně,
- vozidla s vysoce klidným chodem a rychlostí až 140 km/hod na rovině a 70 km/h do stoupání až 16 ‰,
- jednotky vybavené automatickými spřáhly Scharfenberg,
- maximální nápravové zatížení 18 tun,
- jednotný systém vzduchotlakové brzdy,
- vnější nátěr vozidel v kombinaci barev červené a krémové s umístění symbolů vlaků TEE.

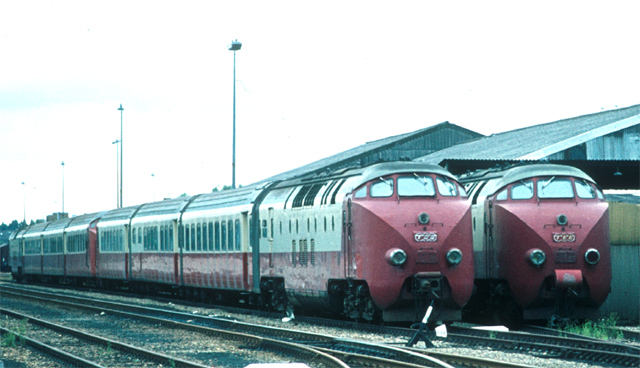
Jednotky řady RAm, jež byla společným švýcarsko-nizozemským projektem pro vlaky kategorie TEE.

Nicméně ani přes tyto technické podmínky nebylo jednoty dosaženo úplně. Některé soupravy totiž jezdily s klasickými nárazníky, nikoliv s automatickými spřáhly, lišil se také způsob obsluhy cestujících jídlem. Některé správy jej donášely na místo, jinde si cestující musel dojít do jídelního vozu. Nevýhodou těchto vlaků pak bylo, že měly pouze omezenou přepravní kapacitu pro zavazadla cestujících.
V podmínkách také nebyly stanoveny některé technické parametry vozidel jako použitý systém topení, větrání nebo klimatizace, která tak byla zprvu standardem jen u některých, zvláště německých nebo švýcarsko-nizozemských, vozidel. K těmto problémům docházelo proto, že cílem nebyla úplná unifikace systému vlaků, ale spíše jednotnost vzhledu a poskytovaných služeb.
Pro dodržené předepsaných podmínek byla každá zúčastněná železniční správa požádána, aby ze svého dosavadního vozového parku vyčlenila nebo nechala nově vyrobit odpovídající vozidla. Nejkratšími jednotkami byly italské dvouvozové jednotky řady ALn 442/448 a francouzské RGP 825, nejdelšími pak byly německé jednotky VT 11.5 a švýcarsko-nizozemské DE/RAm, které nabízely až 12 vozů.

## Provoz vlaků TEE

### Provoz v motorové trakci

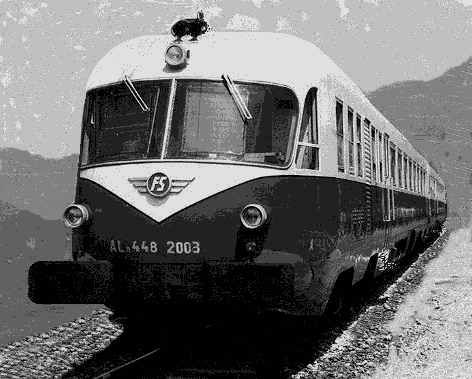
Italská jednotka ALn 442/448, která jezdila na vlacích TEE Ligure, Mediolanum, Lemano' nebo Mont Ceris až do 70. let

Myšlenka tvůrců konceptu vlaků sítě TEE se nenaplnila úplně zcela, ale tyto vlaky i přesto přinesly to, co od nich bylo očekáváno: vytvoření konkurenceschopného dopravního prostředku, který byl nabídl rychlé a luxusní spojení evropských měst.
]
Motorové jednotky se v provozu ukázaly jako vynikající volba, zvláště pak luxusní německá řada VT 11.5. Několik problémů se však vyskytlo při zpoždění dodávek souprav některým železničním správám od výrobců.
Vlaky TEE si v provozu vydobyly vynikající pověst a přinesly také několik převratných novinek. Například expres Mediolanum (Mnichov – Milán) se stal prvním pravidelným spojem mezi Německem a Itálií vedeným přes Brennerský průsmyk motorovým vozem, legendou byl i francouzský TEE Mistral, který se stal předchůdcem pozdějších vlaků TGV. Se svou průměrnou rychlostí 127,7 km/h byl v té době nejrychlejším pravidelným vlakovým spojem světa. Toto prvenství mu vzal až japonský vlak Šinkansen v roce 1964.

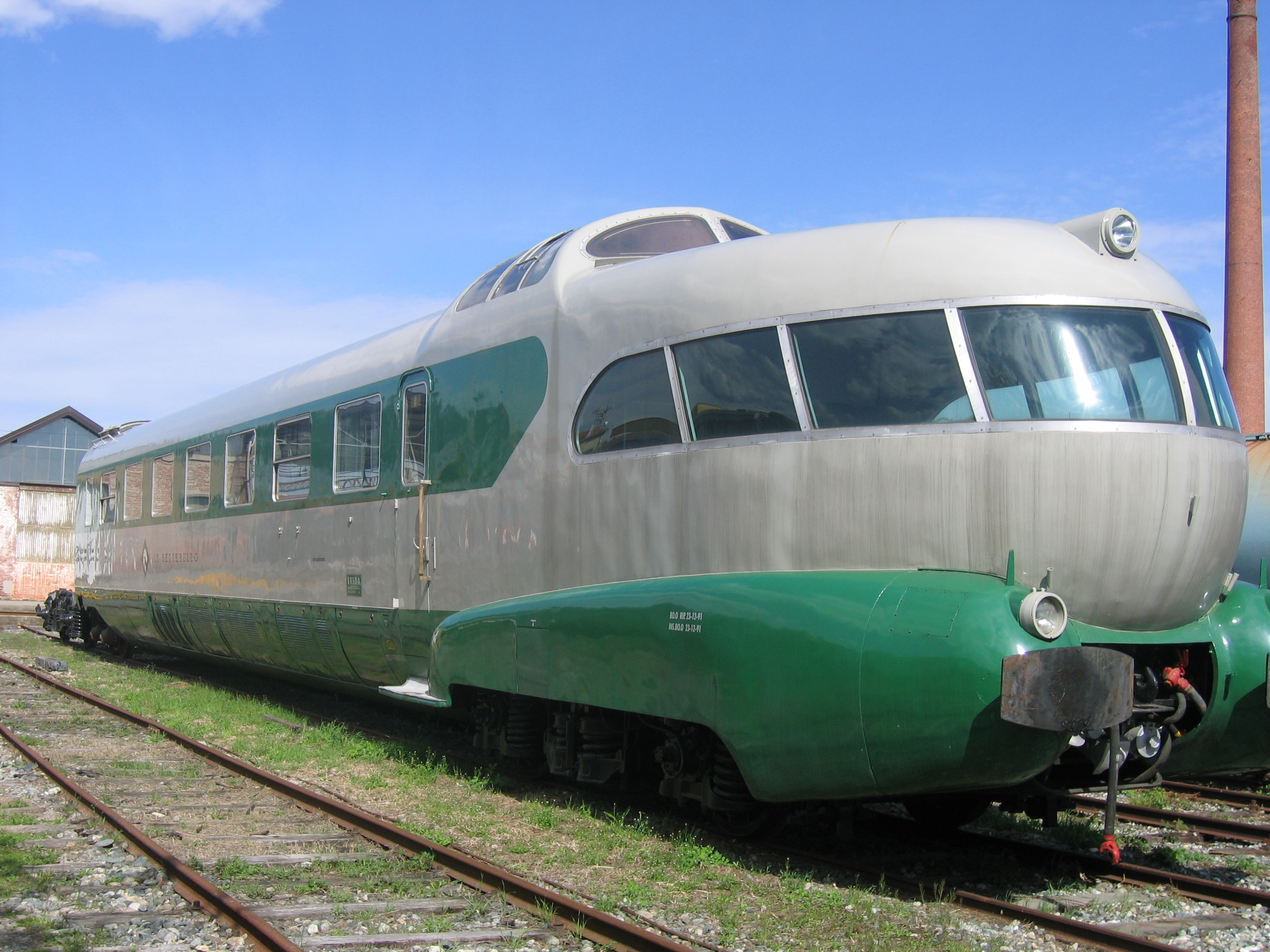
Italský hnací vůz jednotky ETR300, které od konce 60. let jezdily například na spoji TEE Settebello

Ostatní vlaky dosahovaly průměrné rychlosti kolem 100 km/h a podařilo se jim značně zkrátit předválečné jízdní doby expresních vlaků, které na daných trasách nahradily. Tohoto jízdního úspěchu se dosáhlo také tím, že vlaky spojovaly pouze opravdu velká a významná města Evropy a na některých trasách tak jezdily bez zastávky.

### Nárůst počtu spojů a elektrická trakce
S příchodem dalších jízdních řádů se počet spojů kategorie TEE zvyšoval. S postupující elektrifikací hlavních železničních tras v Evropě však bylo pouze otázkou času, kdy tato trakce převezme vozbu i vlaků TEE.
První vlak TEE vedený elektrickou lokomotivou taženými vozy speciálně upravenými pro provoz na vlacích této kategorie, nasadily 1. července 1961 Švýcarské železnice SBB-CFF-FFS na dva nové spoje Cisalpino (Paříž – Milán]') a Gottardo/Ticino (Curych' – Milán).

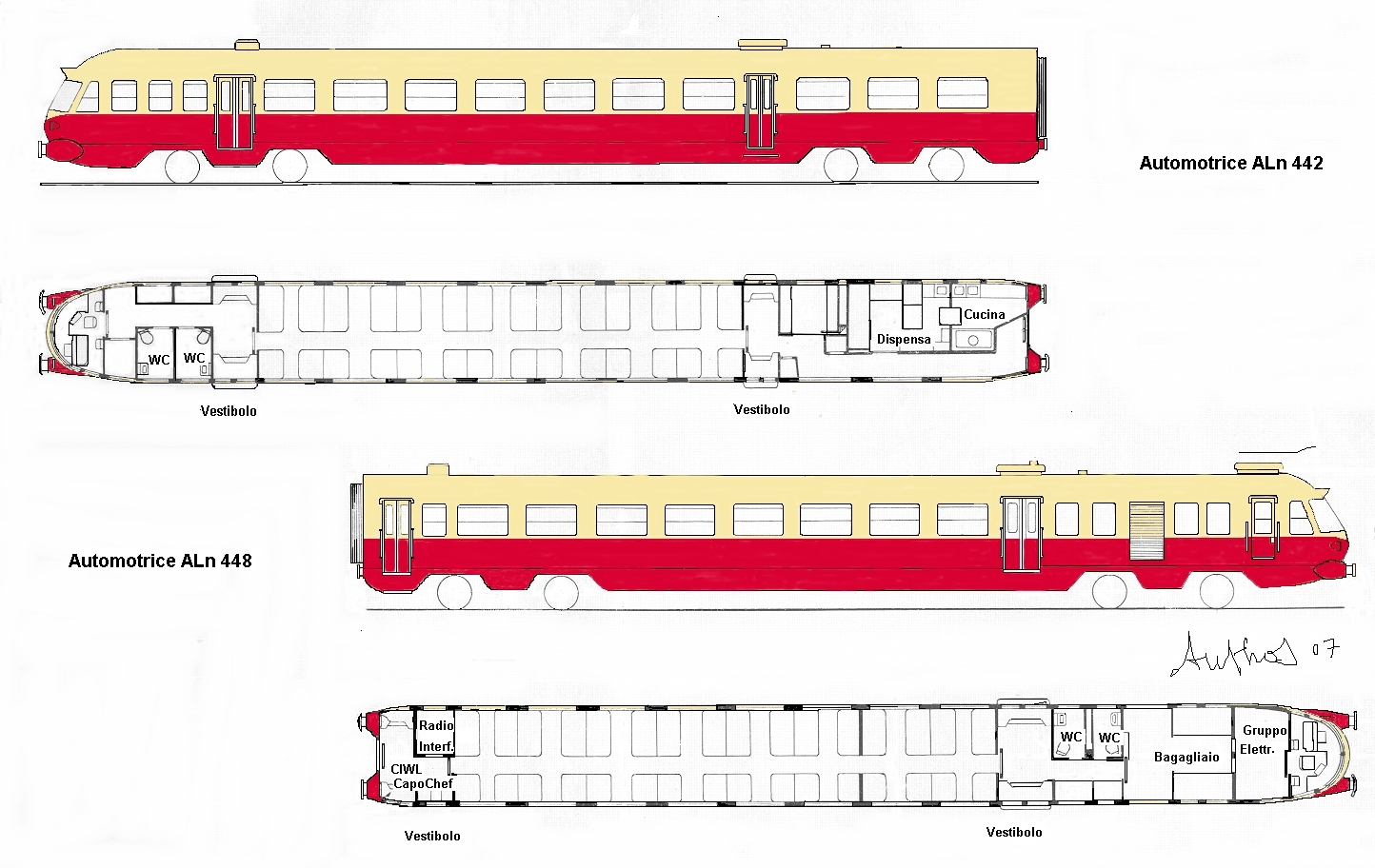
Plánek dvouvozové italské jednotky ALn442/448, na němž je patrné uspořádání sedadel na vlacích TEE v uspořádání 2+1.

O rok později se na vozbě vlaků TEE v elektrické trakci dohodly Francie a Belgie (mezi Paříží a Bruselem). Pro tyto vlaky byly vyrobeny speciální klimatizované vozy a byly taženy francouzskými lokomotivami řady BB. Zároveň s tím došlo i ke zvýšení maximální rychlosti spojů nejprve na 150 km/h a později na 160 km/h. Takto koncipované vlaky nejen že zkrátily jízdní dobu ještě více, ale přilákaly i další cestující, takže vlaky mezi Paříží a Bruselem měly běžně až 13 vozů.
Elektrická trakce, která postupně na spoje kategorie TEE přicházela, se postarala i o další mezník. V roce 1968 bylo povoleno, aby vlaky tažené německými lokomotivami řady E03 (103) v úseku Augsburg – Mnichov dosahovaly při vozbě vlaku Blauer Enzian maximální rychlost 200 km/h.

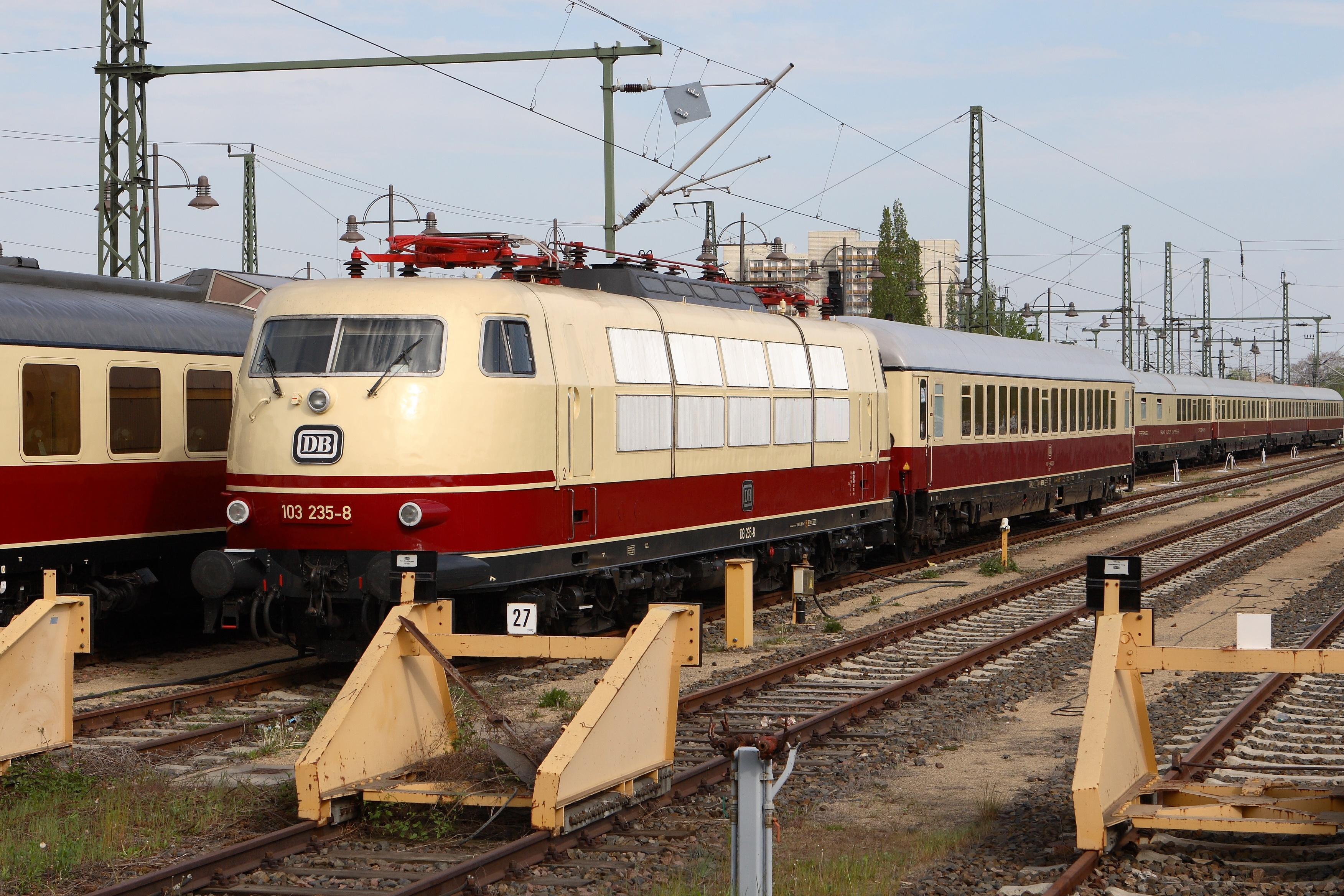
Německá lokomotiva řady 103 (E03). Díky těmto lokomotivám dosahovaly vlaky TEE rychlostí až 200 km/h

Od roku 1969 se síť vlaků TEE opět rozrostla, když se k projektu připojilo i Španělsko, když začal jezdit vlak Catalan Talgo (Ženeva – Barcelona). Protože v Španělsku se nepoužíval rozchod 1435 mm, ale 1668 mm, byly tyto vlaky vedeny španělskými jednotkami Talgo, které byly vybaveny zařízením na změnu rozchodu a byly taženy nejdříve dieselovými a posléze elektrickými lokomotivami, které také byly vybaveny zařízením na změnu rozchodu. Celá operace změny na hranicích mezi Francií a Španělskem nezabrala o mnoho více, než běžná výměna lokomotivy a pobyt na hranicích byl zkrácen na pouhých 20 minut.

### Nehody a další spoje

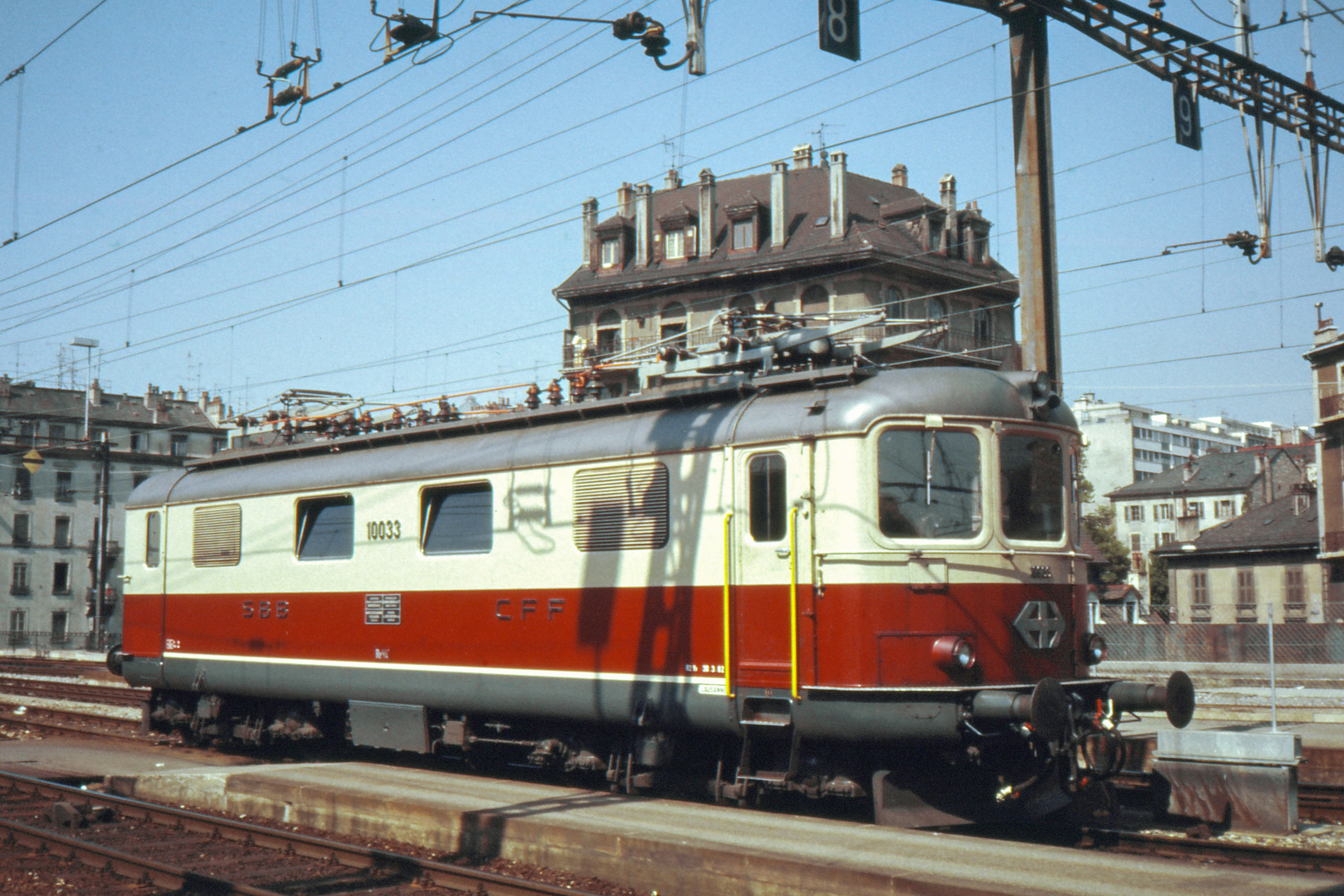
Švýcarská lokomotiva řady Re 4/4 v barvách vlaků kategorie TEE. Po nástupu elektrické trakce se na vozbě těchto vlaků podílely i tyto lokomotivy.

Vlakům kategorie TEE se vážné i méně vážné nehody spíše vyhýbaly, ale ne vždy. Nejtragičtější nehodou bylo vykolejení vlaku TEE 56 Bavaria 9. února 1971, který jel v trase  Mnichov – Curych. Vlak byl veden motorovou jednotkou RAm 501 švýcarských drah. Krátce poté, co vlak projel stanicí Aitrang, jednotka vjela do oblouku rychlostí cca 130 km/h namísto povolených 80 km/h. První dva vozy vykolejily, třetí vykolejil a otočil se napříč přes koleje a hnací vůz na konci vlaku se položil do koleje v protisměru. Do vykolejené jednotky vzápětí narazil rychlostí cca 40 km/h motorový vůz jedoucí opačným směrem. Následkem bylo 28 mrtvých, z toho 26 v jednotce TEE, a 42 těžce zraněných. Při nehodě zahynuli strojvůdci obou vlaků. Příčina nehody nebyla s jistotou určena, pravděpodobně došlo k zamrznutí kondenzátu v brzdovém soustavě – tento problém se na jednotkách RAm objevil již dříve.
I přes tuto tragickou nehodu počet vlaků sítě TEE i nadále stoupal. Do sítě TEE byly řazeny zcela nové nebo převedeny už existující spoje zejména ve Francii a Itálii. Ve Francii se jednalo o vnitrostátní spoje, které se většinou rázem vyšvihly na první příčky rychlostních rekordů. Vlaky zastavovaly jen minimálně a své trasy zvládaly v rekordních časech.

### Konec sítě TEE

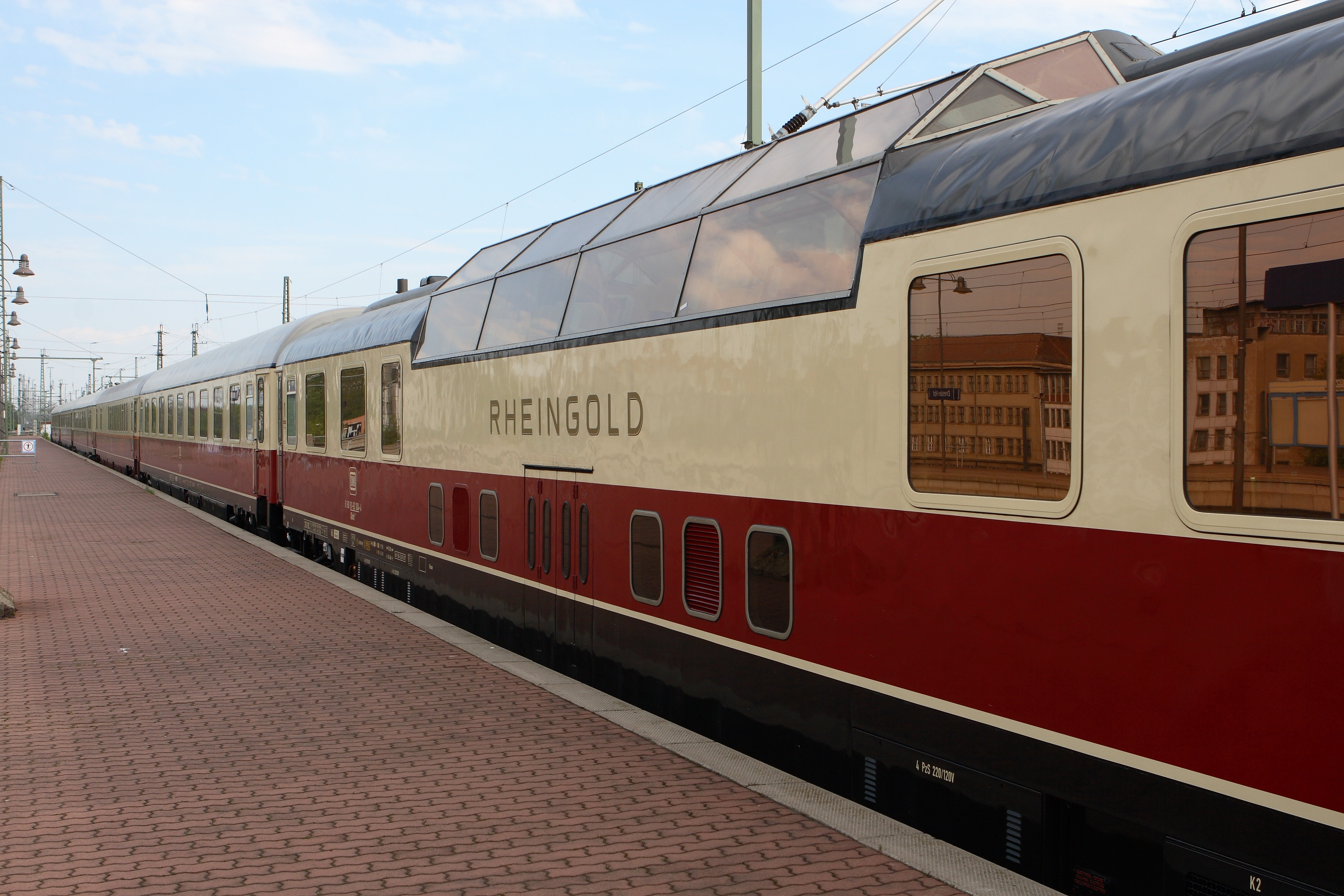
Pohled na soupravu vlaku Rheingold ve stanici Dresden. Zde už pouze jako nostalgická vzpomínka na vlaky TEE

S narůstajícím počtem spojů byly na spoje TEE řazeny nejrůznější hnací vozidla. Ve vrcholné etapě v 80. letech byly nahrazovány i vozy či celé jednotky a spoje začaly být přeřazovány z kategorie TEE do nižších kategorií. Taková vlna degradací postihla především Francii a Itálii, ale nevyhnula se ani jiným správám. Tyto degradace kvality pak znamenala velkou ztrátu zájmu o cestování vlaky TEE, což předznamenalo jejich zánik.
V roce 1980 byl do kategorie TEE zařazen poslední vlak, jímž byl spoj TEE Albert Schweitzer, který pouhé tři roky jezdil v trase Dortmund – Štrasburk, protože u cestujících se nesetkal s valnou odezvou.
Pád vlaků TEE, které byly zavedeny hlavně jako konkurence letecké dopravě, se tak nezadržitelně přiblížil. Letecká doprava začala být v 80. letech stále dostupnější a levnější, zatímco ceny jízdenek luxusních vlaků TEE stále rostly. Na další vzdálenosti tak letadla vycházela mnohem levněji a začala se k nim přiklánět i část původní klientely vlaků TEE. Také se začala rozvíjet síť vlaků InterCity, jež sice nenabízely výhradně cestování 1. třídou, ale byly levnější a jezdily v hodinových intervalech. Tak se stalo, že některé TEE byly u některých správ, především v Německu, vedeny jako doplňkové spoje právě k vlakům InterCity.
Na konci 80. let 20. století se začaly hroutit komunistické režimy ve východní Evropě a skončilo tak rozdělení Evropy na dva tábory. Navíc se začala masově rozvíjet turistika a cestování mládeže. Tyto skupiny nebyly však ochotny a ani schopny platit velké sumy za cestování luxusními prvními třídami ve spojích TEE. Toto vše zapříčinilo, že železniční správy začaly koncept vlaků TEE přehodnocovat a dospěly k závěru, že za současné situace není už nadále tento projekt udržitelný.
Roku 1987 vyjely na evropské železnice vlaky nové kategorie EuroCity, které se staly náhradou za vlaky TEE. Nebyly tak luxusní, protože byly složeny jak z vozů první, tak druhé třídy, přičemž vozů 2. třídy bylo vždy více. Nicméně tento systém, jež se posléze rozšířil i do zemí bývalého východního bloku, vyhovoval nové cestující veřejnosti a umožnil tak jednotlivým železničním správám zabránit úplné ztrátě cestujících. Posledními vlaky kategorie TEE tak byla čtveřice vlaků TEE jezdících v trase Frankfurt nad Mohanem – Düsseldorf, jež na koleje naposled vyjely 1. července 1991. Tím se uzavřela více než třicetiletá existence vlaků TEE v Evropě.

## Přehled provozovaných vlaků kategorie TEE
| Číslo vlaku | Jméno                          | Dráha vlaku                                                             | Počátek provozu | Ukončení provozu |
| ----------- | ------------------------------ | ----------------------------------------------------------------------- | --------------- | ---------------- |
| TEE 92/93   | Adriatico                      | Milán – Bari                                                            | 3.6.1973        | 30.5.1987        |
| TEE 8/9     | Albert Schweitzer              | Dortmund – Štrasburk                                                    | 2.6.1980        | 27.5.1983        |
| TEE 78/79   | Ambrosiano                     | Milán – Řím                                                             | 26.5.1974       | 30.5.1987        |
| TEE         | Aquitaine                      | Paříž – Bordeaux                                                        | 23.5.1971       | 30.5.1984        |
| TEE 47/40   | Arbalète                       | Paříž – Basilej – Curych                                                | 2.6.1957        | 26.5.1979        |
| TEE 88/89   | Aurora                         | Řím – Reggio di Calabria                                                | 26.5.1974       | 31.5.1975        |
| TEE 14/15   | Bacchus                        | Mnichov – Dortmund                                                      | 28.5.1979       | 30.5.1980        |
| TEE 66/67   | Bavaria                        | Curych – Mnichov                                                        | 28.9.1969       | 21.5.1977        |
| TEE 84/85   | Brabant                        | Paříž – Brusel – (Amsterdam)                                            | 26.5.1963       | 2.6.1984         |
| TEE 90/91   | Blauer Enzian                  | Hamburk – Mnichov – Klagenfurt                                          | 30.5.1965       | 26.5.1979        |
| TEE         | Capitole du matin              | Paříž – Toulouse                                                        | 27.9.1970       | 23.5.1982        |
| TEE         | Capitole du soir               | Paříž – Toulouse                                                        | 27.5.1970       | 29.9.1984        |
| TEE 83/84   | Catalan-Talgo                  | Ženeva – Barcelona                                                      | 1.6.1969        | 22.5.1982        |
| TEE 22/23   | Cisalpin                       | Milán – Paříž – Lyon                                                    | 1.7.1971        | 21.1.1984        |
| TEE 68/69   | Colloseum                      | Řím – Milán                                                             | 3.6.1984        | 30.5.1987        |
| TEE         | Cycnus                         | Milán – Ventimiglia                                                     | 30.9.1973       | 27.5.1978        |
| TEE 42/43   | Diamant (I)                    | Dortmund – Antverpy                                                     | 30.5.1965       | 29.5.1976        |
| TEE 80/81   | Diamant (II)                   | Mnichov – Hamburk                                                       | 27.5.1979       | 27.5.1981        |
| TEE 31/30   | Edelweiss                      | Amsterdam – Curych                                                      | 2.6.1957        | 26.5.1979        |
| TEE 26/27   | Erasmus                        | Mnichov – Norimberk – Haag                                              | 3.6.1973        | 31.5.1980        |
| TEE         | Étendard                       | Paříž – Bordeaux                                                        | 26.8.1971       | 30.5.1984        |
| TEE 82/85   | L'Étoile du Nord               | Paříž – Amsterdam                                                       | 02.06.1957      | 26.06.1984       |
| TEE         | Faidherbe                      | Paříž – Lille – Tourcoing                                               | 02.10.1978      | 29.05.1987       |
| TEE 16/17   | Friedrich Schiller             | Dortmund – Stuttgart                                                    | 27.05.1979      | 19.05.1982       |
| TEE 14/15   | Gambrinus                      | Hamburk – Kolín nad Rýnem – Mnichov                                     | 29.05.1978      | 27.05.1983       |
| TEE         | Gayant                         | Paříž – Lille – Tourcoing                                               | 02.10.1978      | 30.05.1986       |
| TEE 50/51   | Goethe (I)                     | Frankfurt – Paříž                                                       | 31.05.1970      | 31.05.1975       |
| TEE 24/25   | Goethe (II)                    | Frankfurt – Dortmund                                                    | 27.05.1978      | 27.05.1983       |
| TEE 58/59   | Gottardo                       | Curych – Milán                                                          | 01.07.1961      | 24.09.1988       |
| TEE         | Heinrich Heine                 | Dortmund – Frankfurt                                                    | 27.05.1979      | 27.05.1983       |
| TEE 78/79   | Helvetia                       | Curych – Frankfurt – Hamburk                                            | 02.06.1957      | 26.05.1979       |
| TEE 88/81   | L'Île de France                | Paříž – Amsterdam                                                       | 02.06.1957      | 28.05.1981       |
| TEE         | Iris                           | Curych – Brusel                                                         | 26.05.1974      | 30.05.1981       |
| TEE 30/31   | Jules Verne                    | Paříž – Nantes                                                          | 28.09.1980      | 30.05.1989       |
| TEE 60/61   | Kléber                         | Paříž – Štrasburk                                                       | 23.05.1971      | 29.05.1987       |
| TEE         | Lemano                         | Milán – Ženeva                                                          | 01.06.1958      | 22.05.1982       |
| TEE 151/156 | Ligure                         | Marseille – Milán                                                       | 12.09.1957      | 22.05.1982       |
| TEE         | Lyonais                        | Paříž – Lyon                                                            | 09.02.1969      | 26.09.1976       |
| TEE 84/85   | Mediolanum                     | Mnichov – Milán                                                         | 15.10.1957      | 02.06.1984       |
| TEE 86/79   | Memling                        | Paříž – Brusel                                                          | 29.09.1974      | 01.06.1984       |
| TEE 34/35   | Merkur                         | Stuttgart – Kolín nad Rýnem – Kodaň                                     | 26.05.1974      | 27.05.1978       |
| TEE 10/11   | Mistral                        | Paříž – Lyon – Marseille – Nice                                         | 30.05.1965      | 26.09.1981       |
| TEE 631/632 | Mont Cenis                     | Lyon – Milán                                                            | 02.06.1957      | 30.09.1972       |
| TEE 40/41   | Molière (ex. Paříž-Ruhr)       | Paříž – Kolín nad Rýnem                                                 | 02.06.1957      | 25.05.1979       |
| TEE 80/89   | L'Oiseau Bleu                  | Paříž – Brusel                                                          | 02.06.1957      | 02.06.1984       |
| TEE 32/33   | Parsifal                       | Hamburk – Kolín nad Rýnem – Paříž                                       | 29.09.1957      | 26.05.1979       |
| TEE 86/87   | Prinz Eugen (I)                | Brémy – Pasov – Vídeň                                                   | 25.09.1971      | 29.05.1976       |
| TEE 26/27   | Prinz Eugen (II)               | Hannover – Kolín nad Rýnem – Pasov – Vídeň                              | 30.05.1976      | 27.05.1978       |
| TEE 10/11   | Rembrandt                      | Amsterdam – Stuttgart – Mnichov                                         | 28.05.1967      | 28.05.1983       |
| TEE 6/7     | Rheingold                      | Amsterdam – Basilej – Ženeva                                            | 30.05.1965      | 30.05.1987       |
| TEE 16/17   | Rheingold                      | Amsterdam – Kolín nad Rýnem – Mannheim – Stuttgart – Mnichov – Salcburk | 29.05.1983      | 30.05.1987       |
| TEE         | Rheinpfeil                     | Dortmund – Frankfurt – Mnichov                                          | 30.05.1965      | 25.09.1971       |
| TEE 74/75   | Roland (I)                     | Brémy – Basilej – Milán                                                 | 01.06.1969      | 26.05.1979       |
| TEE 90/91   | Roland (II)                    | Brémy – Frankfurt – Stuttgart                                           | 28.05.1979      | 29.05.1980       |
| TEE 78/79   | Rubens                         | Paříž – Brusel                                                          | 29.09.1974      | 27.05.1987       |
| TEE         | Rhodanien                      | Paříž – Lyon – Marseille                                                | 23.05.1971      | 29.09.1978       |
| TEE 28/29   | Saphir                         | Frankfurt – Brusel                                                      | 02.06.1957      | 26.05.1979       |
| TEE 68/69   | Settebello                     | Řím – Milán                                                             | 26.05.1974      | 02.06.1984       |
| TEE 62/63   | Stanislas                      | Paříž – Štrasburk                                                       | 24.05.1971      | 25.09.1982       |
| TEE         | Ticino                         | Curych – Milán                                                          | 01.07.1961      | 25.05.1974       |
| TEE 22/23   | Van Beethoven (ex. Rhein-Main) | Frankfurt – Amsterdam                                                   | 02.06.1957      | 26.05.1979       |
| TEE 94/95   | Vesuvio                        | Milán – Řím – Neapol                                                    | 30.09.1973      | 30.05.1987       |
| TEE         | Watteau                        | Paříž – Lille – Tourcoing                                               | 02.10.1978      | 27.05.1987       |
| TEE 61/62   | LH 1001/2                      | Frankfurt – Düsseldorf Flughafen                                        | 27.03.1982      | 01.06.1991       |
| TEE 63/64   | LH 1003/4                      | Frankfurt – Düsseldorf Flughafen                                        | 27.03.1982      | 01.06.1991       |
| TEE 65/66   | LH 1005/6                      | Frankfurt – Düsseldorf Flughafen                                        | 27.03.1982      | 01.06.1991       |
| TEE 67/68   | LH 1007/8                      | Frankfurt – Düsseldorf Flughafen                                        | 27.03.1982      | 01.06.1991       |